# Rainer Negrelli

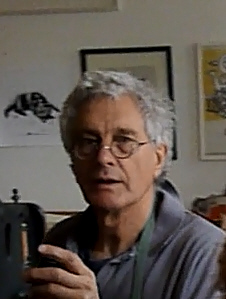
Der Künstler Rainer Negrelli auf einem Lithographieworkshop 2015 in Mannheim

Rainer Negrelli (* 21. Januar 1943 in Metz in Lothringen) ist ein deutscher Künstler.

## Leben und Werdegang
Rainer Negrelli wurde 1943 im lothringischen Metz geboren. Von 1964 bis 1966 machte er eine Ausbildung in Bühnenbild und freier Graphik an der  Werkkunstschule Mannheim 1966 begann er ein Studium der Malerei an der Hochschule der Bildenden Künste, Berlin, die später in der heutigen Universität der Künste Berlin aufging.
Von 1968 bis 1970 studierte er Malerei an der Staatlichen Akademie der Bildenden Künste, Karlsruhe.
1965 erhielt er den Förderpreis für Grafik der Stadt Ludwigshafen. 1970 wurde ihm der Preis für sozialkritische Grafik der Heinrich-Zille-Gesellschaft Berlin zugesprochen und er wurde Stipendiat der Kunststiftung Baden-Württemberg. 2002 erhielt er den Preis der Druckgrafik-Triennale in Frechen.
Negrelli war lange Jahre Dozent an der Fachhochschule für Gestaltung Mannheim. Er lebt heute als freier Künstler und leitet Workshops für Zeichnen, Malerei und Lithographie.
Daneben erringt Rainer Negrelli zusammen mit Heide Loebers und Günther Nastanski (beide aus Heidelberg) 1984 bei der Deutschen Meisterschaft im Pétanque im Triplette den 3. Platz. In den 1990er Jahren ist er mit Frank-Ulrich Vögely Initiator einer Gruppe Boule-Spieler, aus denen der Pétanque Club Bouletten Mannheim e.V. hervorging.

## Ausstellungen (Auswahl)
- 2022: Künstlerbücher, Kunstverein Heddesheim[4]
- 2018: Akt in der Südpfalz – Malerei & Zeichnung,  Atelier Rothpauser, St. Martin
- 2017: Tagesbilder, Galerie M, Landau[5]
- 2016: Landschaften und Stadtansichten, zusammen mit Silvie Mayer, St. Josefs-Hospital, Bochum-Linden
- 2013: Landschaft, Manfred Lautenschläger-Stiftung gGmbH und Heidelberger Forum für Kunst, Heidelberg
- 2013: Block 9, Galerie M am Deutschen Tor, Landau[6]
- 2011: Lyrik, Gertrud-Eysoldt-Foyer, Bensheim
- 2005: Forum für Kunst, Heidelberg[7].
- 2003: Institut für Deutsche Sprache, Mannheim.
- 2000: Villa Meixner, Brühl.
- 1998: Totentanz, Alte Synagoge, Weisenheim.
- 1997: New-York-Arbeiten, Arterie, Wiesenbach.
- 1989: Galerie Schuhwirth e Van Noorden, Maastricht, Niederlande.
- 1987: AADW Gallery, Swansea, Großbritannien
- 1979: Kunstverein, Ludwigshafen.